# Majda Sepe
Majda Sepe (née le 2 juillet 1937 et morte le 11 avril 2006 à Ljubljana) était une actrice et une des chanteuses slovènes les plus populaires de l’ancienne Yougoslavie.

## Biographie
Majda Sepe est née en 1937 à Ljubljana (qui fait aujourd’hui partie de la Slovénie). Elle étudia à l’école de musique de Ljubljana. En 1960, elle participe au festival de jazz de Bled. Elle participe également au concours musical Slovenska popevka jusqu’en 1977 (excepté en 1968) ce qui augmente sa popularité. Parmi ses chansons les plus connues se trouvent Med iskrenimi ljudmi, Ribič ribič me je ujel, Kje je tista trava, Šuštarski most, Prelepa si bela Ljubljana et Bele ladje...
La chanteuse s’éteint le 11 avril 2006 à l’âge de 68 ans. Le 10 septembre 2006, un concert en mémoire de la chanteuse a été réalisé à Ljubljana.

## Filmographie
- Begunec (1973)[1];
- Sedmina - Pozdravi Marijo (1969)[1];
- Zabavlja vas Mija Aleksic (1967)[1].

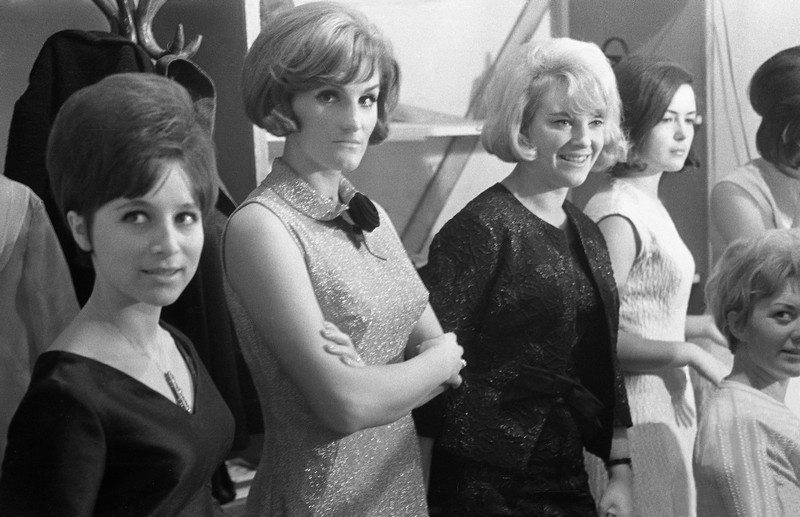
Berta Ambrož, Elda Viler et Majda Sepe au festival d'Opatija en 1965. Photo de Marjan Ciglič
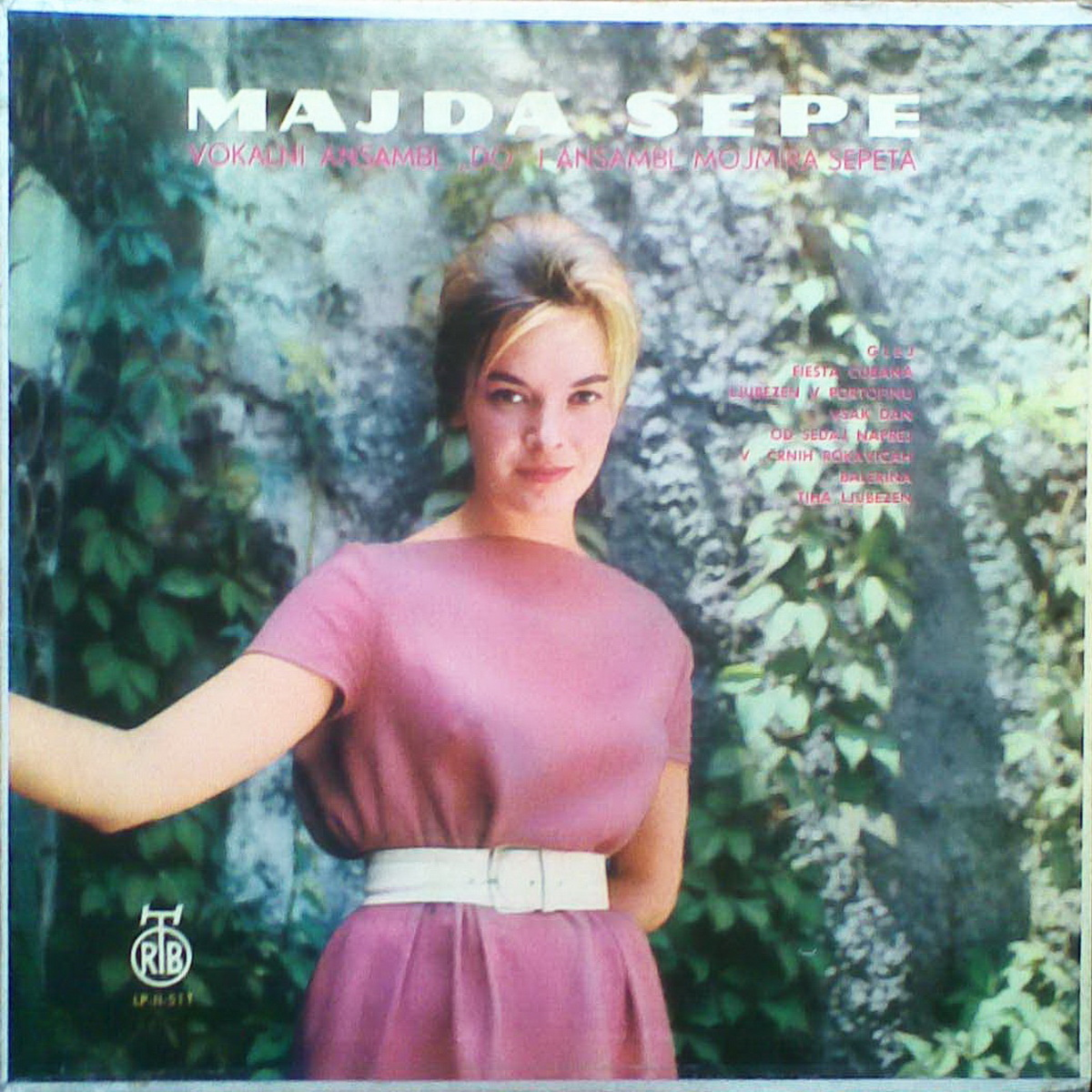
Single Glej pevke (1961)
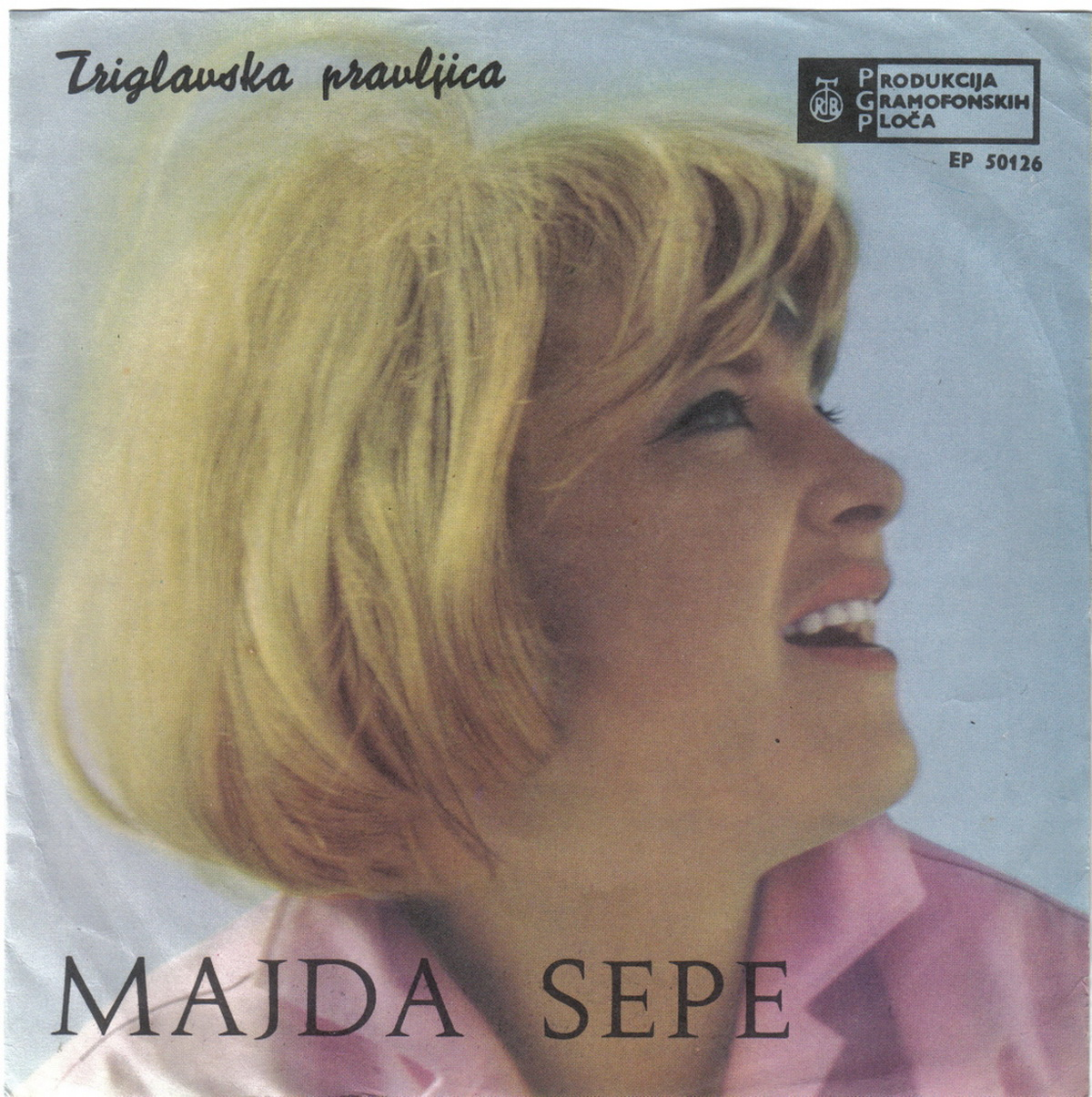
Single Triglavska Pravljica (1966)
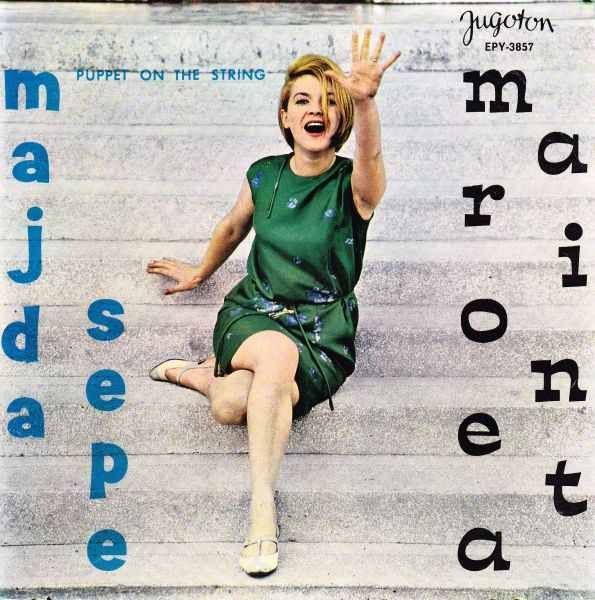
Single Marioneta (1967)